# Atena nera
Atena nera è un libro di Martin Bernal, in cui l'autore si propone di mostrare le "radici afroasiatiche della civiltà classica". In pratica, sostiene che la cultura greca classica ha subito influssi determinanti e fondamentali da quella fenicia e ancora più da quella dell'antico Egitto.

## Contenuti
Bernal individua, lungo i secoli, due modelli che hanno cercato di spiegare le origini della civiltà greca.
Definisce il primo "modello antico": è quello elaborato dagli stessi greci e in seguito variamente dominante nella cultura europea sino al tardo XVIII secolo. Secondo questo modello, la civiltà greca, nelle sue diverse manifestazioni (lingua, tecniche, arte, filosofia) sarebbe l'erede del sapere sviluppato sin dal III millennio a.C. in Mesopotamia ed Egitto; erede non in senso lato ma concreto, in quanto le più importanti città della Grecia arcaica e classica (Micene, Cnosso, Tebe, Atene) sarebbero state colonie egizie e fenicie, fatti che Bernal afferma siano riflessi in miti e leggende come ad esempio quelle di Danao o Cadmo.
Il secondo modello è definibile come "modello ariano": nasce nell'Europa moderna del tardo XVIII secolo e si afferma soprattutto nel XIX secolo. Secondo questo modello la civiltà greca, nata in seguito all'invasione di popoli indoeuropei, sarebbe una civiltà originaria europea sorta in contrapposizione a un Oriente asiatico e africano visto come immobile e decadente. Bernal individua ulteriormente due varianti di questo modello: da una parte il "modello ariano ampio", che ammette contatti e influssi sulla cultura greca da parte di quelle afroasiatiche, ma unicamente per minimizzarli; dall'altra, invece, il "modello ariano estremo", che nega recisamente qualsiasi possibilità di influsso subìto dalla cultura greca.
Bernal afferma che il "modello ariano" avrebbe trionfato non per una sua maggiore plausibilità, ma per una serie di cause esterne: innanzi tutto il sorgere del romanticismo; quindi l'ascesa del razzismo europeo collegato al colonialismo e, all'interno del razzismo, l'insorgere dell'antisemitismo; infine un fraintendimento, da parte delle scienze storiche, del concetto di "oggettività".
Naturalmente tutte e due sono sbagliate. 
Bernal, da parte sua, pur ritenendo maggiormente plausibile il "modello antico" rispetto al "modello ariano", non desidera riproporre una restaurazione del primo, quanto piuttosto una sua rielaborazione, che chiama "modello antico riveduto". Secondo la sua ipotesi la civiltà greca sarebbe nata da colonie egizie e fenice, e in seguito avrebbe ricevuto l'apporto, anche se non determinante, di eventuali invasori indoeuropei. Soprattutto, Bernal rifiuta quella visione secondo cui unicamente la civiltà greca è stata in grado di elaborare un pensiero razionale, filosofico, artistico e scientifico superiore a un'Africa e un'Asia incapaci di riflessione autonoma e schiacciate dalla religione o dal dispotismo. Secondo Bernal già nell'Egitto e nella Mesopotamia è possibile immaginare la presenza di un elevato pensiero scientifico e speculativo del quale quello greco sarebbe una variante.
Sulla base di una gran quantità di riferimenti, di carattere archeologico e soprattutto filologico, l'autore propone di far risalire a radici semitiche la gran quantità di termini della lingua greca (circa la metà dell'intero vocabolario) ancora privi di una propria etimologia. In particolare, vengono ricondotti a un'origine egizia i nomi dei toponimi e delle divinità. Secondo Bernal, difatti, la maggior parte della divinità greche sarebbe versioni posteriori di divinità egizie, e l'identificazione tra divinità greche ed egizie che si ebbe durante l'ellenismo in realtà non faceva altro che riproporre paralleli già noti da secoli.
Inoltre, nella sua ricerca, l'autore propone molte altre revisioni di nozioni correntemente accettate. Ad esempio, ipotizza che le famiglie di lingue indoeuropee derivino da una più antica famiglia comune anche alle lingue africane e asiatiche. Sposta l'eruzione di Thera (Santorini), comunemente datata intorno al XVI e XV secolo a.C., alla precisa data del 1626 a.C.; l'introduzione dell'alfabeto dal IX secolo a.C. al XVII. Inverte la successione tra Esiodo e Omero: secondo Bernal i due poeti sarebbero vissuti rispettivamente nell'XI e nel IX secolo a.C. e non, come tradizionalmente ritenuto, nel VII e nel IX. (Cfr. relazione di Lorenzo Moro)

## Critica
Atena nera ha suscitato un notevole dibattito, in più ambiti, ricevendo critiche sia negative che positive. L'autore non ha alcuna formazione accademica relativa agli argomenti di cui pure tratta nel libro: cioè la linguistica e la storia classica. Le critiche negative affermano che i metodi filologici ed etimologici di Bernal sono eccessivamente deboli e disinvolti e privi di sufficiente rigore. Molte delle etimologie addotte da Bernal non hanno resistito al controllo specialistico, mentre altre, più plausibili, erano ben note ai filologi; si è verificato che molti dei testi ricondotti da Bernal alla cultura egizia, ad esempio il Corpus Hermeticum, sono compilazioni greche di età cristiana, ed in qualche caso (la simbologia egizia dei rituali massonici o nel Flauto Magico di Mozart) derivano addirittura da opere moderne inventate di sana pianta (il romanzo Sethos dell'abate Jean Terrason, scritto nel 1731). Del resto lo stesso Bernal si è trovato costretto a smentire successivamente l'equazione egiziani uguale neri che il suo titolo sembrava sottintendere, e che derivava da un concetto di Africa di tipo recente (nell'antichità le popolazioni del Nordafrica erano considerate simili alle europee, e ben distinte dai "neri", definiti genericamente Etiopi). D'altra parte, l'opera è stata successivamente tacciata di eurocentrismo, volendo a tutti i costi "nobilitare" le culture africane identificando in esse l'origine di quelle europee, come se non fossero di per sé degne di interesse.
Notevoli invece sono stati gli apprezzamenti dell'opera da parte degli intellettuali afroamericani negli Stati Uniti. Ciò ha però finito per ricondurre l'opera di Bernal ad una dimensione ideologica e non scientifica.
La critica più sistematica al lavoro di Bernal è senz'altro quella che gli perviene da un libro quasi altrettanto famoso, composto da una professoressa emerita di Studi Classici al Wellesley College, nel Massachusetts, ossia Mary Lefkowitz, la quale, assieme al collega Guy MacLean Rogers, raccolse in volume una serie di saggi volti a demolire le tesi di Bernal e le loro fondamenta metodologiche, dando così alla luce Black Athena Revisited, edito nel 1996.

## Edizioni
- Martin Bernal, Atena nera. Le radici afroasiatiche della civiltà classica, traduzione di Luca Fontana, Parma, Pratiche editrice, 1992,  p. 669, ISBN 88-7380-476-4.